# Aurelia Wyleżyńska
Aurelia Wyleżyńska (ur. 1881 w Oknicy, zm. 3 sierpnia 1944 w Warszawie) – polska pisarka i publicystka.

## Życiorys
Urodzona w rodzinie szlacheckiej herbu Trzaska na Podolu w Imperium Rosyjskim. Jej rodzicami byli Ludomir Ludwik Wyleżyński i Kamilla z domu Połtowicz. Odebrała gruntowne wykształcenie – ukończyła słynną warszawską pensję dla dziewcząt Cecylii Plater-Zyberkówny, potem studiowała na Wydziale Literatury krakowskich Wyższych Kursów dla Kobiet, następnie na Wydziale Filozoficznym Uniwersytetu Jagiellońskiego (1907–1911). Debiutowała w 1909 na łamach czasopisma „Prąd” publikując szkic literacki o dramacie Róża Stefana Żeromskiego.
Była delegatką na zjazd Związku Zawodowego Literatów Polskich 4 lutego 1922 w Warszawie. W 1924 opuściła Polskę i wyjechała do Paryża, aktywnie uczestnicząc w życiu tamtejszej Polonii i działając we francuskim towarzystwie „Les Amis de la Pologne”. Podczas pobytu za granicą wiele podróżowała, odwiedzając m.in. Włochy, Hiszpanię, Austrię i Niemcy, skąd przysyłała korespondencje do polskich czasopism. Wróciła do Polski w 1937 i zamieszkała w Warszawie. 
Podczas okupacji niemieckiej pisała do prasy konspiracyjnej. W swoim mieszkaniu przy ul. Lipowej udzielała schronienia Żydom, m.in. ukrywając oficerów pochodzenia żydowskiego. Transportowała również leki do warszawskiego getta. Od połowy 1940 pracowała jako wolontariuszka-samarytanka w warszawskich szpitalach, niosąc pociechę rannym, ucząc lekarzy języka francuskiego i pracując w charakterze tłumaczki. 
U schyłku życia opracowała Notatki pamiętnikarskie, przez wiele lat znajdujące się w zasobach Archiwum Akt Nowych i Biblioteki Narodowej w Warszawie. Tekst ten jest ważnym źródłem danych o życiu społeczeństwa polskiego pod okupacją hitlerowską, zawiera także opis istotnych faktów z biografii jego autorki. Notatki zostały wydane w 2022 przez Państwowy Instytut Wydawniczy jako Kroniki wojenne.
Zmarła 3 sierpnia 1944 na skutek ran odniesionych drugiego dnia powstania warszawskiego.

### Życie prywatne
Była trzykrotnie zamężna. Pierwszym mężem był obywatel austriacki, nauczyciel gimnazjalny w Krakowie i Wadowicach, Tadeusz Marian Rybakiewicz (1879–1910), z którym związek zawarła przed 1907. Małżeństwo trwało krótko – Rybakiewicz wkrótce zmarł w szpitalu psychiatrycznym w Tworkach pod Warszawą. Aurelia poślubiła następnie filozofa, publicystę i nauczyciela Adama Kropatscha (1884–1971). W 1915, w czasie I wojny światowej, prawdopodobnie jako żona obywatela Austro-Węgier została internowana przez władze rosyjskie i wywieziona do Saratowa w głębi Rosji. Tam poznała i w 1918 poślubiła Jana Parandowskiego, ówcześnie studenta Uniwersytetu Lwowskiego. Pobrali się, korzystając z uchwalonego przez władze Rosji Radzieckiej ustawodawstwa, zezwalającego na śluby cywilne – wszak Wyleżyńska była nadal formalnie żoną Adama Kropatscha. Małżonkowie wrócili z internowania do Lwowa po odzyskaniu niepodległości w 1918 i zamieszkali we Lwowie, w domu Parandowskich przy ul. Domsa 5. Rozstali się pod koniec 1924, gdy Jan Parandowski związał się ze swoją studentką Reginą Henryką Helcel. Żoną Adama Kropatscha pozostawała formalnie aż do śmierci –  sporządzony po II wojnie światowej akt zgonu wystawiony jest na nazwisko Aurelia Wyleżyńska-Kropatsch.

## Publikacje
- Ryszard Berwiński. Studium, Kraków 1913
- U złotych wrót. Powieść, Lwów 1922
- Maria Leszczyńska na dworze wersalskim[20][21], Poznań 1923, 1935
- Niespodzianki. Powieść, Lwów–Warszawa 1924
- Ilustrowany przewodnik dla wychodźców we Francji, Paryż 1925
- Jeunes poètes polonais, Paris 1926
- Księga udręki. Powieść, Warszawa 1926
- Biała czarodziejka, Warszawa 1929
- Czarodziejskie miasto. Opowieść, Warszawa 1928
- L’emigration polonaise en France, Paris 1928
- Serce podzielone na ćwierci. Powieść, Warszawa 1931
- W mieście świata polskie ścieżki, Poznań 1931
- Z duszą twoją na ramieniu. Listy z Hiszpanii, Warszawa 1933
- Kroniki wojenne. T.1: 1939–1942, T. 2: 1943–1944, Warszawa 2022[13]